# 대동단
대동단(大同團)은 1919년 3월말 서울에서 조직된 비밀 항일 결사 조직이다. 독립대동단(獨立大同團) 또는 조선민족대동단(朝鮮民族大同團)이라고도 부른다.정의
1919년 3월일진회(一進會) 회원 전협(全協)과 최익환(崔益煥)이 중심이 되어 조직되었던 단체.

## 개설
서울 봉익동(鳳翼洞) 62번지전협의 집에서 결성되었다. 항일독립운동을 목적으로 한 대동단은 귀족, 관계(官界), 유림, 종교계, 상공인, 청년학생을 대상으로 단원을 모집하였다.
그리하여 김찬규(金燦奎), 박영효(朴泳孝), 김가진(金嘉鎭), 민영달(閔泳達) 등이 가담하였다. 같은 해 4월 중 김가진을 총재로 추대하고, 경기, 충청, 전라, 경상, 평안, 만주 안동현(安東縣)에 지부를 설치하고 단원 모집과 자금 모집에 힘썼다.

## 기능과 역할
이 단체의 활동은 독립의식의 고양을 목적으로 한 선전활동과 삼일운동과 같은 방법으로 거행하려 한 ‘제2회 독립만세시위’를 통해 특징 지워진다. 최익환은 권태석(權泰錫)의 도움으로 자금을 지원 받아 인쇄시설을 설치하고 선전문(宣傳文) 등을 인쇄 배포하였다.
그 가운데는 ‘일본이 한국을 독립시키지 않으면 혈전(血戰)이라도 벌이자’는 포고문도 있었다. 그러나 같은 해 5월 23일 일제에 의해 발각되어 최익환, 권태석, 이능우(李能雨), 엄경섭(羅景燮), 김영철(金永喆) 등이 체포되었다.
이 단체의 활동 중 주목되는 것은 의친왕(義親王)이강(李堈)을 망명시켜 임시정부에 참여시키려던 계획이다. 전협, 정남용(鄭南用), 김가진 등이 의친왕을 상해로 탈출시켜 수령(首領)으로 추대하고 제2차 독립선언을 발표해 국내외의 여론을 고취시키고, 독립운동을 촉진시키려는 목표였다.
이를 위해 같은 해 10월 10일 총재인 김가진과 전협이 먼저 상해로 탈출해 상해임시정부 국무총리 안창호에게 협조를 요청하였다. 같은 해 11월 9일 정남용, 이을규(李乙奎), 한기동(韓基東), 송세호(宋世浩) 등이 의친왕과 함께 수색역을 출발해 열차편으로 압록강을 통과해 11월 12일 만주 안동역에 도착하였다.
그러나 의친왕의 탈출계획을 사전에 감지한 평안북도경찰부(平安北道警察部)에서 파견한 경부(警部) 미산(米山)에게 체포되어 임시정부 참여계획은 실패로 돌아가게 되었다. 의친왕은 서울로 호송되고 전협, 정남용, 이을규 등이 차례로 체포되었다.
1920년 12월 7일 경성지방법원에서 진행된 재판에서 대동단 사건의 주모자인 전협과 최익환은 징역 8년과 6년, 정남용, 이재호, 권태석 등 관련자 20여 명도 최고 5년에서 최하 2년까지 언도받았다.
[네이버 지식백과] 조선민족대동단 [朝鮮民族大同團] (한국민족문화대백과, 한국학중앙연구원)